# František Glauder
Plukovník František Glauder (23. října 1909 Přáslavice – 13. září 1942 Coltishall) byl československý pilot Royal Air Force a oběť druhé světové války.

## Život

### Před druhou světovou válkou
František Glauder se narodil 23. října v Přáslavicích na olomoucku v rodině Jana Glaudera a Marie rozené Drápalové. Na dvouleté obchodní škole se vyučil obchodním příručím. Následně se přihlásil do Školy pro odborný dorost letectva v Prostějově, kterou absolvoval mezi lety 1928 a 1930 a stal se pilotem. V témže roce nastoupil k leteckému pluku 2 v Olomouci, kde sloužil a zdokonaloval se do roku 1934, kdy přešel k leteckému pluku 6 ve Kbelích. Do zálohy odešel v roce 1937 a létal jako dopravní pilot. Oženil se. Během všeobecné mobilizace v roce 1938 byl povolán zpět do armády a sloužil u leteckého pluku 4.

### Druhá světová válka

#### Francie
Po německé okupaci odešel František Glauder v srpnu 1939 do Polska a následně do Francie, kde vstoupil do cizinecké legie. V říjnu 1939 byl odeslán do Chartres na přeškolení na francouzskou leteckou techniku. Během bitvy o Francii létal GC I/3 na strojích Dewoitine D.520 a zapsal si tři potvrzené sestřely.

#### Velká Británie
Po pádu Francie se František Glauder přes Perpignan, Casablanku a Gibraltar přesunul do britského Cardiffu. Dne 14. srpna 1940 vstoupil do Royal Air Force. Vzhledem k vyššímu věku nebyl hned zařazen k bojovým jednotkám. Po seznámení s britskou technikou a doškolení cvičil britské a následně zejména československé piloty. V lednu 1942 byl zařazen k 24. dopravní peruti RAF v Hendonu, v rámci které podnikal na strojích Lockheed Hudson zásobovací lety na Maltu. V srpnu 1942 byl přeložen k 68. noční stíhací peruti RAF do Coltishallu. Dne 13. září 1942 zahynul společně s operátorem Františkem Vašatou ve stroji Bristol Beaufighter X7703 při cvičném letu na mateřském letišti, jehož úkolem bylo nacvičení součinnosti se světlomety. František Glauder byl jedním z nich oslněn natolik, že ztratil prostorovou orientaci a zřítil se na okraji letiště. Oba letci byli pohřbeni na hřbitově Scottow v Norfolku.

## Ocenění

### Vyznamenání
- 1940 Československý válečný kříž 1939
- 1940 Croix de guerre
- Československá medaile za zásluhy I. stupně
- Hvězda 1939–1945
- Evropská hvězda leteckých posádek
- Britská medaile Za obranu

### Posmrtná ocenění
- 1944 Pamětní medaile československé armády v zahraničí
- V roce 1947 byl František Glauder in memoriam povýšen do hodnosti nadporučíka
- V roce 1991 byl František Glauder in memoriam povýšen do hodnosti plukovníka